# Neckera aurescens
Neckera aurescens är en bladmossart som beskrevs av Georg Ernst Ludwig Hampe 1856. Neckera aurescens ingår i släktet fjädermossor, och familjen Neckeraceae. Inga underarter finns listade i Catalogue of Life.